# Lillian Penson
Lillian Margery Penson (Londres, 18 de julio de 1896-Brighton, 19 de abril de 1963) fue una historiadora inglesa.
Penson realizó sus estudios universitarios en el Birbeck College, licenciándose en Historia en 1917. Entonces entró a trabajar en el Ministerio del Servicio Nacional hasta 1919. En 1924 se doctoró con una tesis sobre la historia de las Indias Occidentales.
Dio clases en el Birbeck College y en el East London College (posteriormente renombrado Queen Mary College)  entre 1923 y 1925. Entre 1930 y 1962 fue profesora de Historia contemporánea en el Bedford College de la Universidad de Londres.
Fue la primera mujer vicecanciller de la Universidad de Londres (de 1948 a 1951). Entre 1943 y 1945 formó parte de la Comisión de Enseñanza Superior sobre los Problemas en las Colonias.
Entre sus publicaciones se encuentra la colaboración en la historia del Imperio británico de la Universidad de Cambridge (1929) y la historia de la India (1932). Junto con G.P. Gooch y H.W.V. Temperley escribió British Documents on the Origins of the War, 1898–1914 (11 volúmenes, 1926–38). También escribió numerosos artículos en revistas especializadas y varias obras individuales, como The Colonial Agents of the British West Indies (1924), A Century of Diplomatic Blue Books (1938, con Temperley) y Foundations of British Foreign Policy (1938).